# شالودوواتس
شالودوواتس (صربی: Šaludovac) یک منطقهٔ مسکونی در صربستان است که در Pomoravlje District واقع شده‌است. شالودوواتس  ۳۶۰ نفر جمعیت دارد.